# Solanum burtonii
Solanum burtonii là một loài thực vật thuộc họ Solanaceae. Đây là loài đặc hữu của Ecuador.